# (225089) 2007 PG28
(225089) 2007 PG28 es un asteroide que forma parte de los asteroides troyanos de Júpiter descubierto el 14 de agosto de 2007 por el equipo del BATTeRS desde el Centro de vigilancia espacial de Bisei, Bisei, (Prefectura de Okayama), Japón.

## Designación y nombre
Designado provisionalmente como 2007 PG28.

## Características orbitales
2007 PG28 está situado a una distancia media del Sol de 5,225 ua, pudiendo alejarse hasta 5,389 ua y acercarse hasta 5,060 ua. Su excentricidad es 0,031 y la inclinación orbital 10,51 grados. Emplea 4362,62 días en completar una órbita alrededor del Sol.

## Características físicas
La magnitud absoluta de 2007 PG28 es 12,6. 